# Xestia faroulti
Xestia faroulti là một loài bướm đêm trong họ Noctuidae.